# Vareikis
Vareikis ist ein litauischer männlicher Familienname.

## Weibliche Formen
- DVareikytė (ledig)
- Vareikienė (verheiratet)

## Personen
- Egidijus Vareikis (* 1958),  Chemiker, Politologe und Politiker
- Justinas Vareikis (1870–1956),  Buchträger und Soldat
- Vygantas Vareikis (* 1960), Historiker, Professor und Politiker